# NHK Trophy
Die NHK Trophy (engl. für NHK-hai, jap. NHK杯, enueichikei-hai, „NHK-Pokal“), offiziell NHK-hai kokusai figure skate kyōgi taikai (NHK杯国際フィギュアスケート競技大会), oder ISU Grand Prix NHK Trophy, ist ein Wettbewerb der ISU-Grand-Prix-Serie. Die besten Eiskunstläufer treten in den Disziplinen Einzellaufen Herren, Einzellaufen Damen, Paarlaufen und Eistanzen gegeneinander an.
Eingerichtet wurde die NHK Trophy 1979 zum 50. Jubiläum des japanischen Eislaufbundes (Nihon Skate Renmei, engl. Japan Skating Federation) als erster regelmäßiger internationaler Eiskunstlaufwettbewerb Asiens. Seit 1995 gehörte der Wettbewerb zur Champion Series der Internationalen Eislaufunion (engl. International Skating Union), der heutigen ISU-Grand-Prix-Serie (engl. ISU Grand Prix of Figure Skating).

## Medaillengewinner

### Herren
| Jahr | Austragungsort | Gold                    | Silber             | Bronze               |
| ---- | -------------- | ----------------------- | ------------------ | -------------------- |
| 1995 | Nagoya         | Elvis Stojko            | Igor Paschkewitsch | Philippe Candeloro   |
| 1996 | Osaka          | Elvis Stojko            | Ilja Kulik         | Dmytro Dmytrenko     |
| 1997 | Nagano         | Ilja Kulik              | Scott Davis        | Guo Zhengxin         |
| 1998 | Sapporo        | Jewgeni Pljuschtschenko | Takeshi Honda      | Andrejs Vlascenko    |
| 1999 | Nagoya         | Jewgeni Pljuschtschenko | Timothy Goebel     | Ilja Klimkin         |
| 2000 | Asahikawa      | Jewgeni Pljuschtschenko | Ilja Klimkin       | Li Chengjiang        |
| 2001 | Kumamoto       | Takeshi Honda           | Jeffrey Buttle     | Iwan Dinew           |
| 2002 | Kyōto          | Ilja Klimkin            | Takeshi Honda      | Li Chengjiang        |
| 2003 | Asahikawa      | Jeffrey Buttle          | Timothy Goebel     | Gao Song             |
| 2004 | Nagoya         | Johnny Weir             | Timothy Goebel     | Frederic Dambier     |
| 2005 | Osaka          | Nobunari Oda            | Evan Lysacek       | Daisuke Takahashi    |
| 2006 | Nagano         | Daisuke Takahashi       | Nobunari Oda       | Takahiko Kozuka      |
| 2007 | Sendai         | Daisuke Takahashi       | Tomáš Verner       | Stephen Carriere     |
| 2008 | Tokio          | Nobunari Oda            | Johnny Weir        | Yannick Ponsero      |
| 2009 | Nagano         | Brian Joubert           | Johnny Weir        | Michal Březina       |
| 2010 | Nagoya         | Daisuke Takahashi       | Jeremy Abbott      | Florent Amodio       |
| 2011 | Sapporo        | Daisuke Takahashi       | Takahiko Kozuka    | Ross Miner           |
| 2012 | Sendai         | Yuzuru Hanyū            | Daisuke Takahashi  | Ross Miner           |
| 2013 | Tokio          | Daisuke Takahashi       | Nobunari Oda       | Jeremy Abbott        |
| 2014 | Osaka          | Daisuke Murakami        | Sergei Woronow     | Takahito Mura        |
| 2015 | Nagano         | Yuzuru Hanyū            | Jin Boyang         | Takahito Mura        |
| 2016 | Sapporo        | Yuzuru Hanyū            | Nathan Chen        | Keiji Tanaka         |
| 2017 | Osaka          | Sergei Woronow          | Adam Rippon        | Oleksij Bytschenko   |
| 2018 | Hiroshima      | Shōma Uno               | Sergei Woronow     | Matteo Rizzo         |
| 2019 | Sapporo        | Yuzuru Hanyū            | Kévin Aymoz        | Roman Sadovsky       |
| 2020 | Osaka          | Yuma Kagiyama           | Kazuki Tomono      | Lucas Tsuyoshi Honda |
| 2021 | Tokio          | Shōma Uno               | Vincent Zhou       | Cha Jun-hwan         |
| 2022 | Sapporo        | Shōma Uno               | Sota Yamamoto      | Cha Jun-hwan         |
| 2023 | Osaka          | Yūma Kagiyama           | Shōma Uno          | Lukas Britschgi      |
| 2024 | Tokio          | Yūma Kagiyama           | Daniel Grassl      | Tatsuya Tsuboi       |

### Damen
| Jahr | Austragungsort | Gold                | Silber                | Bronze                   |
| ---- | -------------- | ------------------- | --------------------- | ------------------------ |
| 1995 | Nagoya         | Chen Lu             | Hanae Yokoya          | Olga Markowa             |
| 1996 | Osaka          | Marija Butyrskaja   | Tonia Kwiatkowski     | Julija Worobjowa         |
| 1997 | Nagano         | Tanja Szewczenko    | Marija Butyrskaja     | Chen Lu                  |
| 1998 | Sapporo        | Tatjana Malinina    | Irina Sluzkaja        | Olena Ljaschenko         |
| 1999 | Nagoya         | Marija Butyrskaja   | Wiktorija Woltschkowa | Tatjana Malinina         |
| 2000 | Asahikawa      | Irina Sluzkaja      | Marija Butyrskaja     | Tatjana Malinina         |
| 2001 | Kumamoto       | Tatjana Malinina    | Yoshie Onda           | Olena Ljaschenko         |
| 2002 | Kyōto          | Yoshie Onda         | Irina Sluzkaja        | Shizuka Arakawa          |
| 2003 | Asahikawa      | Fumie Suguri        | Olena Ljaschenko      | Yoshie Onda              |
| 2004 | Nagoya         | Shizuka Arakawa     | Miki Andō             | Jelena Sokolowa          |
| 2005 | Osaka          | Yukari Nakano       | Fumie Suguri          | Olena Ljaschenko         |
| 2006 | Nagano         | Mao Asada           | Fumie Suguri          | Yukari Nakano            |
| 2007 | Sendai         | Carolina Kostner    | Sarah Meier           | Takeda Nana              |
| 2008 | Tokio          | Mao Asada           | Akiko Suzuki          | Yukari Nakano            |
| 2009 | Nagano         | Miki Andō           | Aljona Leonowa        | Ashley Wagner            |
| 2010 | Nagoya         | Carolina Kostner    | Rachael Flatt         | Kanako Murakami          |
| 2011 | Sapporo        | Akiko Suzuki        | Mao Asada             | Aljona Leonowa           |
| 2012 | Sendai         | Mao Asada           | Akiko Suzuki          | Mirai Nagasu             |
| 2013 | Tokio          | Mao Asada           | Jelena Radionowa      | Akiko Suzuki             |
| 2014 | Osaka          | Gracie Gold         | Aljona Leonowa        | Satoko Miyahara          |
| 2015 | Nagano         | Satoko Miyahara     | Courtney Hicks        | Mao Asada                |
| 2016 | Sapporo        | Anna Pogorilaja     | Satoko Miyahara       | Marija Sotskowa          |
| 2017 | Osaka          | Jewgenija Medwedewa | Carolina Kostner      | Polina Zurskaja          |
| 2018 | Hiroshima      | Rika Kihira         | Satoko Miyahara       | Jelisaweta Tuktamyschewa |
| 2019 | Sapporo        | Aljona Kostornaja   | Rika Kihira           | Alina Sagitowa           |
| 2020 | Osaka          | Kaori Sakamoto      | Wakaba Higuchi        | Rino Matsuike            |
| 2021 | Tokio          | Kaori Sakamoto      | Mana Kawabe           | You Young                |
| 2022 | Sapporo        | Kim Ye-lim          | Kaori Sakamoto        | Rion Sumiyoshi           |
| 2023 | Osaka          | Ava Marie Ziegler   | Lindsay Thorngren     | Nina Pinzarrone          |
| 2024 | Tokio          | Kaori Sakamoto      | Mone Chiba            | Yuna Aoki                |

### Paare
| Jahr | Austragungsort | Gold                                       | Silber                                  | Bronze                                      |
| ---- | -------------- | ------------------------------------------ | --------------------------------------- | ------------------------------------------- |
| 1995 | Nagoya         | Jewgenija Schischkowa / Wadim Naumow       | Mandy Wötzel / Ingo Steuer              | Natalja Krestjaninowa / Alexei Tortschinski |
| 1996 | Osaka          | Jenni Meno / Todd Sand                     | Jewgenija Schischkowa / Wadim Naumow    | Kyoko Ina / Jason Dungjen                   |
| 1997 | Nagano         | Shen Xue / Zhao Hongbo                     | Jenni Meno / Todd Sand                  | Peggy Schwarz / Mirko Müller                |
| 1998 | Sapporo        | Jelena Bereschnaja / Anton Sicharulidse    | Shen Xue / Zhao Hongbo                  | Jamie Salé / David Pelletier                |
| 1999 | Nagoya         | Marija Petrowa / Alexei Tichonow           | Sarah Abitbol / Stéphane Bernadis       | Dorota Zagórska / Mariusz Siudek            |
| 2000 | Asahikawa      | Shen Xue / Zhao Hongbo                     | Sarah Abitbol / Stéphane Bernadis       | Marija Petrowa / Alexei Tichonow            |
| 2001 | Kumamoto       | Shen Xue / Zhao Hongbo                     | Marija Petrowa / Alexei Tichonow        | Dorota Zagórska / Mariusz Siudek            |
| 2002 | Kyōto          | Shen Xue / Zhao Hongbo                     | Dorota Zagórska / Mariusz Siudek        | Anabelle Langlois / Patrice Archetto        |
| 2003 | Asahikawa      | Marija Petrowa / Alexei Tichonow           | Anabelle Langlois / Patrice Archetto    | Dorota Zagórska / Mariusz Siudek            |
| 2004 | Nagoya         | Marija Petrowa / Alexei Tichonow           | Pang Qing / Tong Jian                   | Dorota Zagórska / Mariusz Siudek            |
| 2005 | Osaka          | Zhang Dan / Zhang Hao                      | Aljona Savchenko / Robin Szolkowy       | Utako Wakamatsu / Jean-Sébastien Fecteau    |
| 2006 | Nagano         | Shen Xue / Zhao Hongbo                     | Zhang Dan / Zhang Hao                   | Valerie Marcoux / Craig Buntin              |
| 2007 | Sendai         | Aljona Savchenko / Robin Szolkowy          | Keauna McLaughlin / Rockne Brubaker     | Jessica Dubé / Bryce Davison                |
| 2008 | Tokio          | Pang Qing / Tong Jian                      | Rena Inoue / John Baldwin               | Jessica Dubé / Bryce Davison                |
| 2009 | Nagano         | Pang Qing / Tong Jian                      | Juko Kawaguti / Alexander Smirnow       | Rena Inoue / John Baldwin                   |
| 2010 | Nagoya         | Pang Qing / Tong Jian                      | Wera Basarowa / Juri Larionow           | Narumi Takahashi / Mervin Tran              |
| 2011 | Sapporo        | Juko Kawaguti / Alexander Smirnow          | Narumi Takahashi / Mervin Tran          | Aljona Savchenko / Robin Szolkowy           |
| 2012 | Sendai         | Wera Basarowa / Juri Larionow              | Kirsten Moore-Towers / Dylan Moscovitch | Marissa Castelli / Simon Shnapir            |
| 2013 | Tokio          | Tatjana Wolossoschar / Maxim Trankow       | Peng Cheng / Zhang Hao                  | Sui Wenjing / Han Cong                      |
| 2014 | Osaka          | Meagan Duhamel / Eric Radford              | Juko Kawaguti / Alexander Smirnow       | Yu Xiaoyu / Jin Yang                        |
| 2015 | Nagano         | Meagan Duhamel / Eric Radford              | Yu Xiaoyu / Jin Yang                    | Alexa Scimeca / Chris Knierim               |
| 2016 | Sapporo        | Meagan Duhamel / Eric Radford              | Peng Cheng / Jin Yang                   | Wang Xuehan / Wang Lei                      |
| 2017 | Osaka          | Sui Wenjing / Han Cong                     | Xenija Stolbowa / Fjodor Klimow         | Kristina Astachowa / Alexei Rogonow         |
| 2018 | Hiroshima      | Natalja Sabijako / Alexander Enbert        | Peng Cheng / Jin Yang                   | Alexa Scimeca Knierim / Chris Knierim       |
| 2019 | Sapporo        | Sui Wenjing / Han Cong                     | Kirsten Moore-Towers / Michael Marinaro | Anastassija Mischina / Alexander Galljamow  |
| 2020 | Osaka          | kein Wettbewerb                            | kein Wettbewerb                         | kein Wettbewerb                             |
| 2021 | Tokio          | Anastassija Mischina / Alexander Galljamow | Jewgenija Tarassowa / Wladimir Morosow  | Riku Miura / Ryūichi Kihara                 |
| 2022 | Sapporo        | Riku Miura / Ryūichi Kihara                | Emily Chan / Spencer Akira Howe         | Brooke McIntosh / Benjamin Mimar            |
| 2023 | Osaka          | Minerva-Fabienne Hase / Nikita Wolodin     | Lucrezia Beccari / Matteo Guarise       | Rebecca Ghilardi / Filippo Ambrosini        |
| 2024 | Tokio          | Anastasiia Metelkina / Luka Berulawa       | Riku Miura / Ryūichi Kihara             | Ellie Kam / Danny O’Shea                    |

### Eistanzen
| Jahr | Austragungsort | Gold                                         | Silber                                   | Bronze                                  |
| ---- | -------------- | -------------------------------------------- | ---------------------------------------- | --------------------------------------- |
| 1995 | Nagoya         | Marina Anissina / Gwendal Peizerat           | Shae-Lynn Bourne / Victor Kraatz         | Anna Semenowitsch / Wladimir Fjodorow   |
| 1996 | Osaka          | Sophie Moniotte / Pascal Lavanchy            | Marina Anissina / Gwendal Peizerat       | Iryna Romanowa / Ihor Jaroschenko       |
| 1997 | Nagano         | Pascha Gritschuk / Jewgeny Platow            | Shae-Lynn Bourne / Victor Kraatz         | Barbara Fusar-Poli / Maurizio Margaglio |
| 1998 | Sapporo        | Marina Anissina / Gwendal Peizerat           | Irina Lobatschowa / Ilja Awerbuch        | Margarita Drobiazko / Povilas Vanagas   |
| 1999 | Nagoya         | Marina Anissina / Gwendal Peizerat           | Irina Lobatschowa / Ilja Awerbuch        | Margarita Drobiazko / Povilas Vanagas   |
| 2000 | Asahikawa      | Marina Anissina / Gwendal Peizerat           | Margarita Drobiazko / Povilas Vanagas    | Kati Winkler / René Lohse               |
| 2001 | Kumamoto       | Marina Anissina / Gwendal Peizerat           | Margarita Drobiazko / Povilas Vanagas    | Albena Denkowa / Maxim Stawiski         |
| 2002 | Kyōto          | Irina Lobatschowa / Ilja Awerbuch            | Kati Winkler / René Lohse                | Galit Chait / Sergei Sachnowski         |
| 2003 | Asahikawa      | Albena Denkowa / Maxim Stawiski              | Elena Hruschyna / Ruslan Hontscharow     | Galit Chait / Sergei Sachnowski         |
| 2004 | Nagoya         | Albena Denkowa / Maxim Stawiski              | Tatjana Nawka / Roman Kostomarow         | Isabelle Delobel / Olivier Schoenfelder |
| 2005 | Osaka          | Marie-France Dubreuil / Patrice Lauzon       | Albena Denkowa / Maxim Stawiski          | Anastassia Grebenkina / Vazgen Azrojan  |
| 2006 | Nagano         | Marie-France Dubreuil / Patrice Lauzon       | Jana Chochlowa / Sergei Nowizki          | Melissa Gregory / Denis Petukhov        |
| 2007 | Sendai         | Isabelle Delobel / Olivier Schoenfelder      | Tessa Virtue / Scott Moir                | Jana Chochlowa / Sergei Nowizki         |
| 2008 | Tokio          | Federica Faiella / Massimo Scali             | Nathalie Péchalat / Fabian Bourzat       | Emily Samuelson / Evan Bates            |
| 2009 | Nagano         | Meryl Davis / Charlie White                  | Sinead Kerr / John Kerr                  | Vanessa Crone / Paul Poirier            |
| 2010 | Nagoya         | Meryl Davis / Charlie White                  | Kaitlyn Weaver / Andrew Poje             | Maia Shibutani / Alex Shibutani         |
| 2011 | Sapporo        | Maia Shibutani / Alex Shibutani              | Kaitlyn Weaver / Andrew Poje             | Jelena Iljinych / Nikita Kazalapow      |
| 2012 | Sendai         | Meryl Davis / Charlie White                  | Jelena Iljinych / Nikita Kazalapow       | Maia Shibutani / Alex Shibutani         |
| 2013 | Tokio          | Meryl Davis / Charlie White                  | Anna Cappellini / Luca Lanotte           | Maia Shibutani / Alex Shibutani         |
| 2014 | Osaka          | Kaitlyn Weaver / Andrew Poje                 | Xenija Monko / Kirill Chaljawin          | Kaitlin Hawayek / Jean-Luc Baker        |
| 2015 | Nagano         | Maia Shibutani / Alex Shibutani              | Jekaterina Bobrowa / Dmitri Solowjow     | Madison Hubbell / Zachary Donohue       |
| 2016 | Sapporo        | Tessa Virtue / Scott Moir                    | Gabriella Papadakis / Guillaume Cizeron  | Anna Cappellini / Luca Lanotte          |
| 2017 | Osaka          | Tessa Virtue / Scott Moir                    | Madison Hubbell / Zachary Donohue        | Anna Cappellini / Luca Lanotte          |
| 2018 | Hiroshima      | Kaitlin Hawayek / Jean-Luc Baker             | Tiffany Zahorski / Jonathan Guerreiro    | Rachel Parsons / Michael Parsons        |
| 2019 | Sapporo        | Gabriella Papadakis / Guillaume Cizeron      | Alexandra Stepanowa / Iwan Bukin         | Charlène Guignard / Marco Fabbri        |
| 2020 | Osaka          | Misato Komatsubara / Tim Koleto              | Rikako Fukase / Oliver Zhang             | Kana Muramoto / Daisuke Takahashi       |
| 2021 | Tokio          | Wiktorija Sinizina / Nikita Kazalapow        | Madison Chock / Evan Bates               | Lilah Fear / Lewis Gibson               |
| 2022 | Sapporo        | Laurence Fournier Beaudry / Nikolaj Sørensen | Madison Chock / Evan Bates               | Caroline Green / Michael Parsons        |
| 2023 | Osaka          | Lilah Fear / Lewis Gibson                    | Charlène Guignard / Marco Fabbri         | Allison Reed / Saulius Ambrulevičius    |
| 2024 | Tokio          | Madison Chock / Evan Bates                   | Christina Carreira / Anthony Ponomarenko | Allison Reed / Saulius Ambrulevičius    |

## Belege und Einzelnachweise
- für Teilnehmer und Medaillengewinner 2010: Webseite der ISU Grand Prix NHK Trophy: Protocol (englisch; PDF; 3,4 MB), zuletzt abgerufen am 25. November 2010

1. ↑  NHK: NHK-hai (Memento vom 15. Oktober 2010 im Internet Archive)